# Кісімул
Замок Кісімул (англ. Kisimul, шотл. гел. Chiosmuil) розташований на крихітному острівці в гавані міста Каслбей, найбільшого міста острова Барра (Зовнішні Гебриди) поблизу західних берегів Шотландії. У перекладі з гельської Кісімул означає місце сплати податків.
Острів, що надихнув бельгійського художника Ерже на створення коміксу «Чорний острів», з усіх боків оточений водою. Всередині замку прорито колодязі для прісної води.

## Історія
Перші звістки про замок з'являються в XVI столітті. Коли він був побудований, достеменно невідомо. Місцеві жителі вважають, що ще в XI столітті він належав клану Макнілів.
У 1838 р. замок був покинутий. Місцеві жителі стали розбирати його на камені, які використовувалися як балласт для риболовецьких суден. Глава клану Макніл знову оселився в обителі предків в 1937 р.
Після проведення реставраційних робіт глава клану в 2001 р. здав замок в оренду фонду «Історична Шотландія» на термін в 1000 років за річну плату в 1 фунт стерлінгів і пляшку віскі.

## Фотогалерея

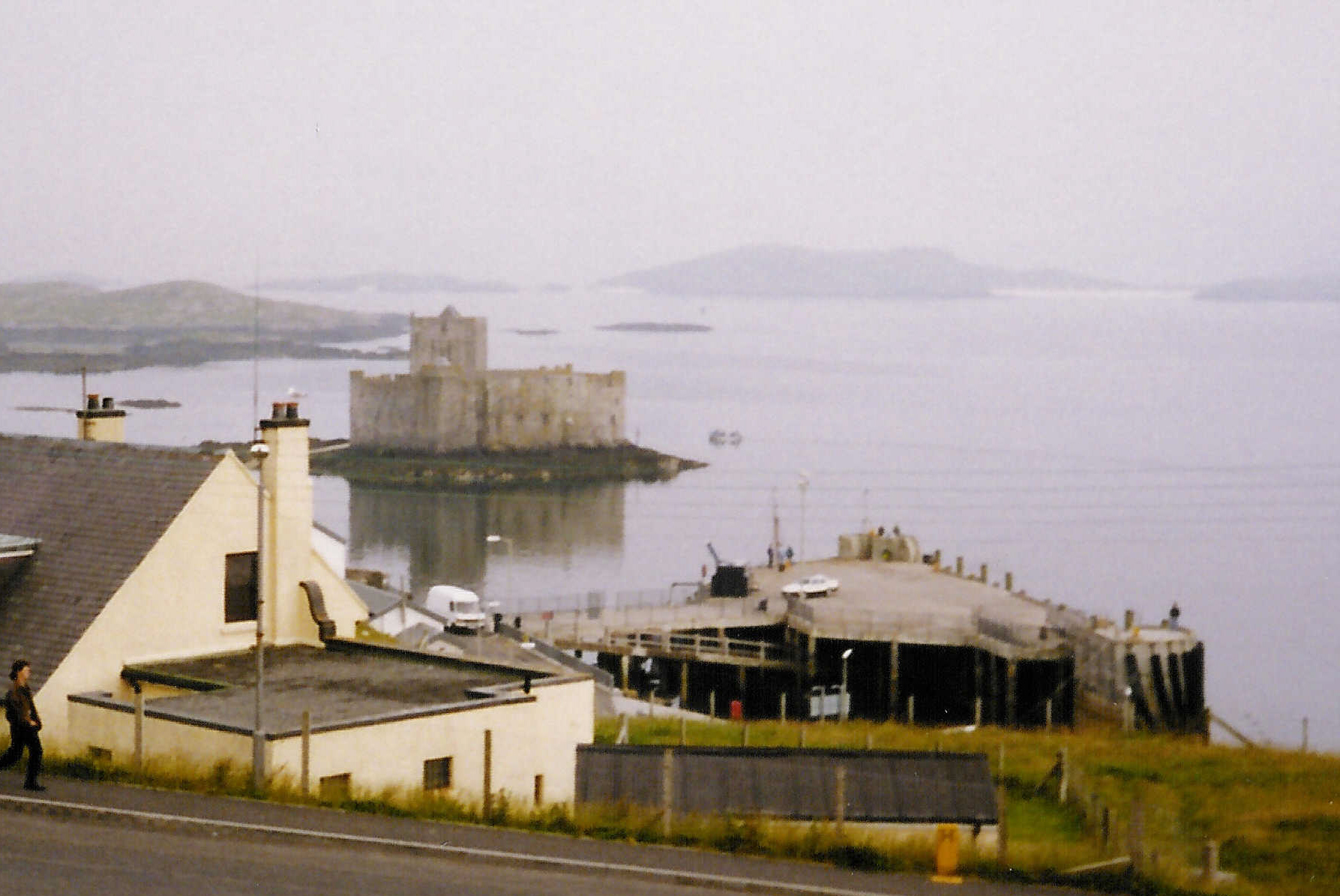
Kisimul Castle from Barra (1997)
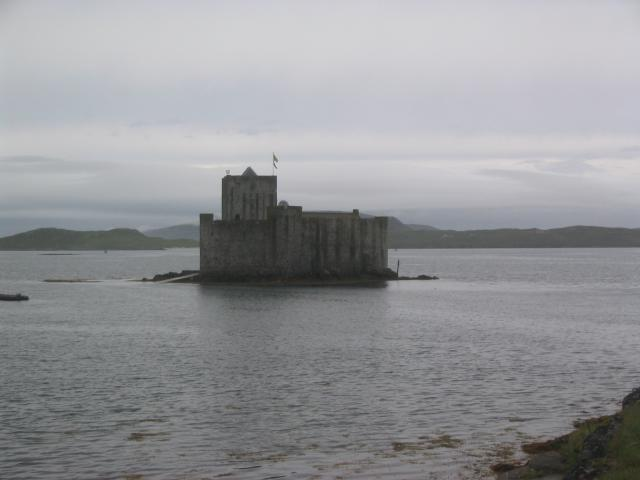
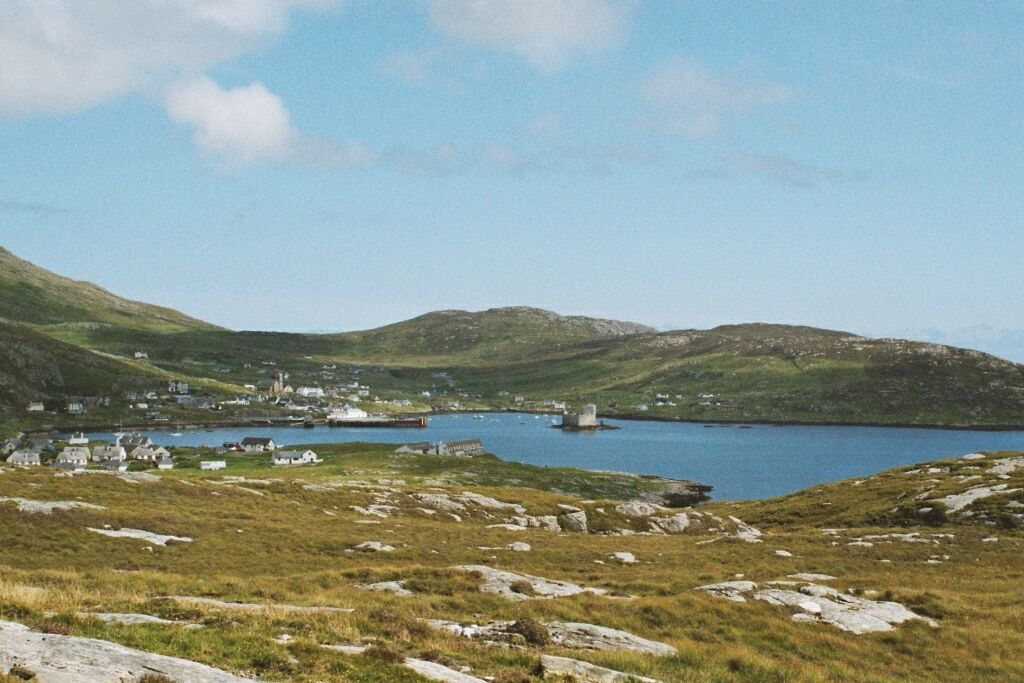
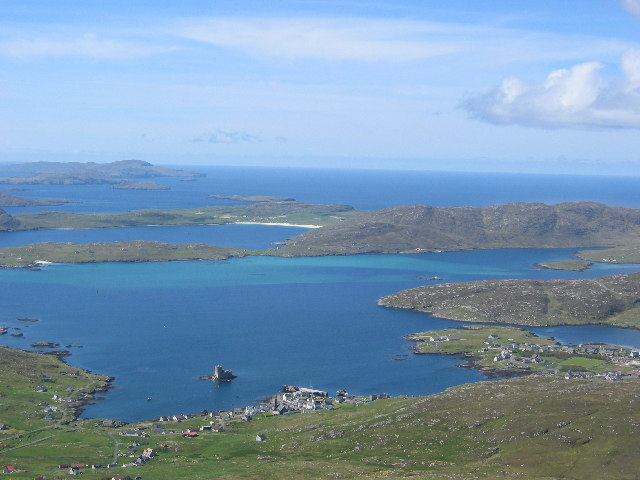
View of Castlebay from Heaval